# 大樋祐大
大樋 祐大（おおひ ゆうだい、1996年12月1日 - ）は日本のキーボーディスト、ピアニスト。ジャズ/ヒップホップバンド「SANABAGUN.」のメンバー。大阪府大阪狭山市出身。

## 来歴
2019年、ジャズ/ヒップホップバンド「SANABAGUN.」加入後、様々なアーティストのサポート、レコーディング、編曲に携わる。
2023年、「Coke STUDIO SUPERPOP JAPAN 2023」に出演したNewJeansのバンドマスター・キーボーディストを務める。大阪城ホールにて行われた中島ヒロト生誕イベント「802 RADIO MASTERS 15th Anniversary LIVE 〜GO! HAPPY GO! 〜」にハマ・オカモトらと共に「GO!GO!HAPPYバンド」として出演。阿部真央、岡崎体育、木村カエラ、KREVA、スガシカオ、秦基博、レキシ、矢井田瞳と共演。

## レコーディング・サポートなどに関わった主なアーティスト
- NewJeans
- Awich
- TAIKING
- tonun
- 木村カエラ
- 佐藤千亜紀
- 西寺郷太
- ざきのすけ。
- アイナ・ジ・エンド
- magora
- マハラージャン
- Creepy Nuts
- 吉澤嘉代子
- 向井太一
- ルンヒャン
- claquepot
- 瑛人
- にしな
- OKAMOTO'S
- Kenta Dedachi
- ReN
- 宮崎吐夢
- 根本宗子
- YOUYA